# 3217 Seidelmann
3217 Seidelmann è un asteroide della fascia principale. Scoperto nel 1980, presenta un'orbita caratterizzata da un semiasse maggiore pari a 2,3876825 UA e da un'eccentricità di 0,2607907, inclinata di 6,13105° rispetto all'eclittica.